# NGC 1395
NGC 1395 je eliptická galaxie v souhvězdí Eridanu. Objevil ji William Herschel 17. listopadu 1784.
Od Země je vzdálená 77,5 milionů světelných let a patří do kupy galaxií v Eridanu.
Tuto galaxii je možné pozorovat i menším hvězdářským dalekohledem.
Je to největší eliptická galaxie v jižní části kupy galaxií v Eridanu. Tato jižní část bývá považována za samostatnou podskupinu a označuje se LGG 97.